# سوار لهستانی
سوار لهستانی (انگلیسی: The Polish Rider) یک تابلوی نقاشی قرن هفدهم است که به‌طور معمول قدمت آن به دههٔ ۱۶۵۰ بازمی‌گردد، مرد جوانی را به تصویر کشیده است که سوار بر اسب از میان منظره ای وهم آلود در حال حرکت است، این تابلو در حال حاضر در مجموعه فریک نیویورک قرار دارد. هنگامی که این تابلو در سال ۱۹۱۰ توسط تارنوفسکی (Zdzisław Tarnowski) به هنری کلی فریک فروخته شد، اتفاق نظر وجود داشت که این تابلو اثر رامبرانت، نقاش هلندی است. از آن زمان، این نظر محل بحث و مناقشه بوده است، هرچند افرادی که این نظر را به چالش کشده اند در گروه اقلیت قرار دارند.